# Зюльфельд
Зюльфельд (нім. Sülfeld) — громада в Німеччині, розташована в землі Шлезвіг-Гольштейн. Входить до складу району Зегеберг. Складова частина об'єднання громад Іцштедт.
Площа — 26,05 км2. Населення становить 3259 ос. (станом на 31 грудня 2020).